# Die große Reise (Roman)
Die große Reise ist ein autobiographischer Roman von Jorge Semprún, veröffentlicht 1963 in Paris unter dem Titel Le grand voyage. Die deutsche Übersetzung von Abelle Christaller erschien 1964 im Rowohlt-Verlag und 1981 als Taschenbuch bei Suhrkamp.

## Inhalt
„Die Reise“ bezieht sich zunächst auf die fünftägige Fahrt Semprúns aus einem französischen Internierungslager in das KZ Buchenwald. „Große Reise“ ist aber auch die Metapher für die Jahre der Deportation eines Widerstandskämpfers in die deutschen Lager.
Wie üblich in Semprúns Büchern gibt es keine kontinuierliche Handlung, nur die sprunghaften, durch vage Assoziationen entstandenen Gedankenketten eines Ich-Erzählers. Im Mittelpunkt stehen die Schul- und Studienjahre des spanischen Emigranten in Paris, seine Zeit in der Maquis und die Konfrontation mit der scheinbar friedlichen Außenwelt, nachdem der Schrecken des Lagers beendet ist. Das Fazit des Erzählers lautet, dass er niemals ein ehemaliger Kämpfer werden will, er wird weiterkämpfen gegen den Faschismus in Spanien.

## Realität und Fiktion
Semprún hat in dem Roman weitgehend eigene Erlebnisse verarbeitet. Interessant ist aber, dass er in seinen anderen Büchern über seine Erlebnisse auf der „großen Reise“ (vor allem Was für ein schöner Sonntag! und Schreiben oder Leben) immer wieder erklärt, was in den vorhergegangenen Romanen Fiktion und was Realität war. 
So scheint von den Freunden aus der Maquis, Hans und Michel, der deutsche Hans eine fiktive Person zu sein, mit der Semprún an die deutschen Emigranten in Frankreich erinnern wollte, die für die Freiheit ihres Exillandes ihr Leben einsetzten, während es sich bei Michel um den realen Michel Herr handelt, dessen Vater Lucien Herr einst mit Léon Blum befreundet war. 
Auch der „Junge aus Semur“, ein freundlicher Proletarier, ist eine fiktive Person. Der Ich-Erzähler ist trotz seiner Kampferfahrung noch immer eher ein Philosoph, der die Hilfe des praktischer veranlagten Jungen aus Semur gerne annimmt. Am Ende der Fahrt ist es allerdings der Junge, der noch in dem Eisenbahnwaggon stirbt. Später schreibt Semprún, dass er sich diesen Begleiter erfunden hat, damit er die Einsamkeit der Fahrt in der Erinnerung besser ertragen konnte.

## Ausgaben
- Die große Reise, Paris 1963, dt. 1964; 1981 (Übersetzung: Abelle Christaller)